# Inge Landgut
Inge Landgut, född 23 november 1922 i Berlin, Tyska riket, död 29 maj 1986 i Västberlin, var en tysk skådespelare. Landgut var barnskådespelare i tysk film från 1927 och fram till tidigt 1930-tal. 1931 gjorde hon sina kändaste roller som det bortförda barnet Else i Fritz Langs M och som Pony Hütchen i den första filmatiseringen av Emil och detektiverna, Grabbar med ruter i. Hon fortsatte senare som skådespelare i vuxen ålder och anlitades också flitigt som tysk dubbningsröst till utländska filmer. På 1970-talet medverkade hon i tyska TV-serier, exempelvis familjeserien Doppelgänger 1971.

## Filmografi i urval
- 1929 – Falska kyssar
- 1931 – M
- 1931 – Grabbar med ruter i
- 1934 – Hanneles Himmelfahrt
- 1952 – Tre från polisen